# Emmanuel Rault
Emmanuel Rault (* 1875; † 1939) war ein französischer Glasmaler, der vor allem für Kirchen im Westen Frankreichs Bleiglasfenster schuf.

## Leben
Emmanuel Rault arbeitete in den 1880er Jahren im Atelier Lecomte et Colin (20 rue Sainte Melaine in Rennes) als Glasmaler. Im Jahr 1894 kaufte er das Unternehmen, das er bis 1926 leitete.
Infolge des Gesetzes zur Trennung von Kirche und Staat in Frankreich im Jahr 1905 gab es weniger Aufträge für Glasmaler, sodass Rault nach und nach seine Mitarbeiter entlassen musste. Seine Söhne André und Paul übernahmen nach 1926 das Unternehmen.

## Werke (Auswahl)

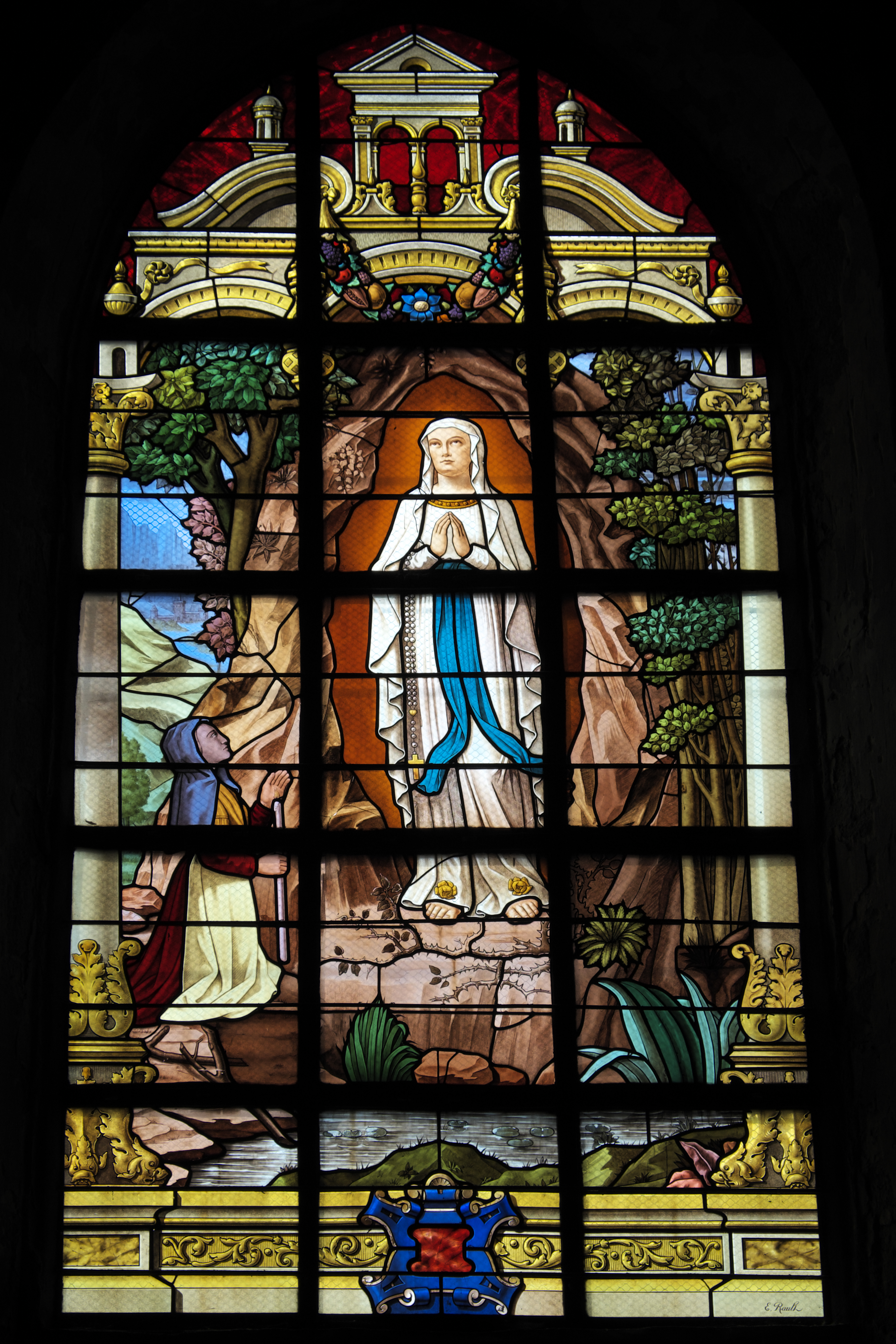
Bleiglasfenster in der Kirche St-Crépin-St-Crépinien in Rannée mit der Signatur: „E. Rault“ (rechts unten)

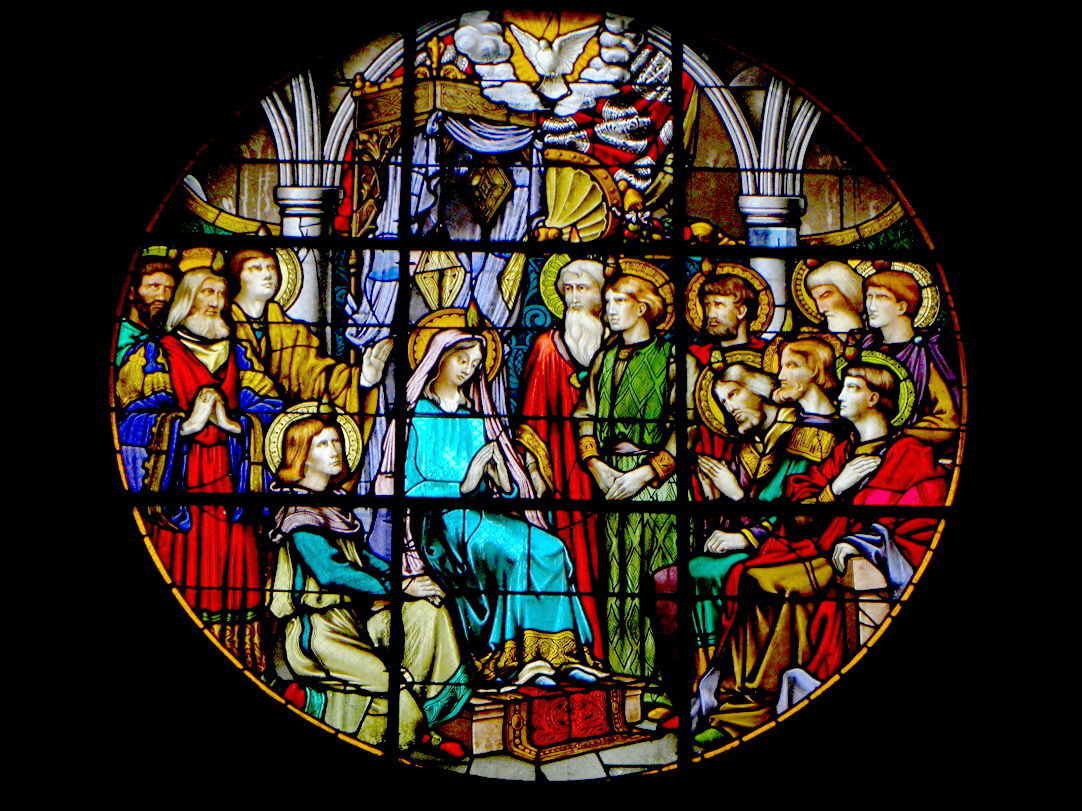
Bleiglasfenster in der Kirche Saint-Pierre de La Selle-en-Coglès

Bleiglasfenster in folgenden Kirchen:
- St-Gildas in Auray
- St-Martin in Bain-de-Bretagne
- St-Jean in Bains-sur-Oust
- St-Martin in Balazé
- St-Méen in Cancale
- Kreuzigungsfenster in der Kirche St-Melaine in Cornillé (um 1905)
- Notre-Dame des neiges in Kerbors
- St-Pierre-St-Paul in Kergrist
- Ste-Croix in La Fresnais
- St-Crépin-St-Crépinien in Rannée
- St-Hélier in Rennes (Rosette)
- Ste-Thérèse in Rennes
- St-Christophe in Saint-Christophe-des-Bois
- St-Martin-St-Brice in Servon (Manche)
- St-Martin in Trémeheuc